# گمینا میشلنیتسه
گمینا میشلنیتسه (به لهستانی:  Gmina Myślenice) یک گمینا در لهستان است که در شهرستان میشلنیتسه واقع شده‌است. گمینا میشلنیتسه ۱۵۳٫۷ کیلومتر مربع مساحت و ۴۰٬۷۸۳ نفر جمعیت دارد.